# Araiya
Araiya es un género de arañas araneomorfas de la familia Anyphaenidae. Se encuentra en Argentina y Chile.

## Especies
Según The World Spider Catalog 12.0:
- Araiya coccinea (Simon, 1884)
- Araiya pallida (Tullgren, 1902)